# Bovánkovics József
Bovánkovics János (1817 körül – Budapest, 1888. április 13.) jogász, királyi tanácsos, a magyar királyi kúria bírája.

## Élete
Előbb ügyvéd és 1860-ig országos törvényszéki tanácsos és államügyész volt, ezen év szeptemberétől főállamügyésszé és főtörvényszéki tanácsossá neveztetett ki; az államtudományok államvizsgálati bizottságának is tagja volt.

## Munkái
- Assertiones ex universa jurisprudentia et scientiis politicis. Pestini, 1840.
- Birói parancsok magyar példákkal. Alkalmas kézikönyv birák, ügyvédek és perlekedők számára. Uo. 1842. (Ism. Athenaeum. 2. k. Uo. 1845.)

Jogtudományi cikkeket írt a Közleményekbe (1841.) és a Törvénykezési Lapokba (1859.)